# Reigning Phoenix Music
Reigning Phoenix Music es una discográfica de música situada en Hamberg, Alemania, y en Los Ángeles, Estados Unidos. Se centra en el género heavy metal, firmando con bandas como U.D.O., Lordi y Helloween.
Reigning Phoenix Music se fundó el 18 de julio de 2023, por Gerardo Martinez, antiguo productor de Nuclear Blast America, y el empresario alemán Sven Bogner. Poco después de su formación, la discográfica firmó un contrato de un álbum con la banda de death metal Deicide. En octubre de 2023, Jochen Richert, ex-director de producción de AFM Records y Soulfood Distribution, se unió al equipo de producción de Reigning Phoenix.

## Artistas actuales y antiguos
| - 8 Kalacas - All For Metal - Agnostic Front - Amorphis - Angra - Arka'n Asrafokor - Athena XIX - Bloodywood - Cemetary - Coreleoni - Crimson Veil - Curse of Cain - Deicide - Eleine - Ghostseeker - God Dethroned - Helloween - Holy Moses - Incite - Induction - Jag Panzer - Kerry King - Lancer - Lutharo - Lordi - Master's Call - Meshuggah - Mezzrow - Mystic Circle | - Opeth - Oblivion Protocol - Power Paladin - Rage Behind - Rise of the Northstar - Riot V - Ruthless - Sebastian Bach - Seventh Storm - Siena Root - Silver Lake de Esa Holopainen - Sinner - Skull Fist - Sonata Arctica - Tailgunner - The 69 Eyes - The Modern Age Slavery - Theocracy - U.D.O. - Udo Dirkschneider - Voidgazer - White Stones - Orden Ogan - Primal Fear - Octoploid - The Eternal - Tungsten - Wolfheart |